# Quäkerhaus

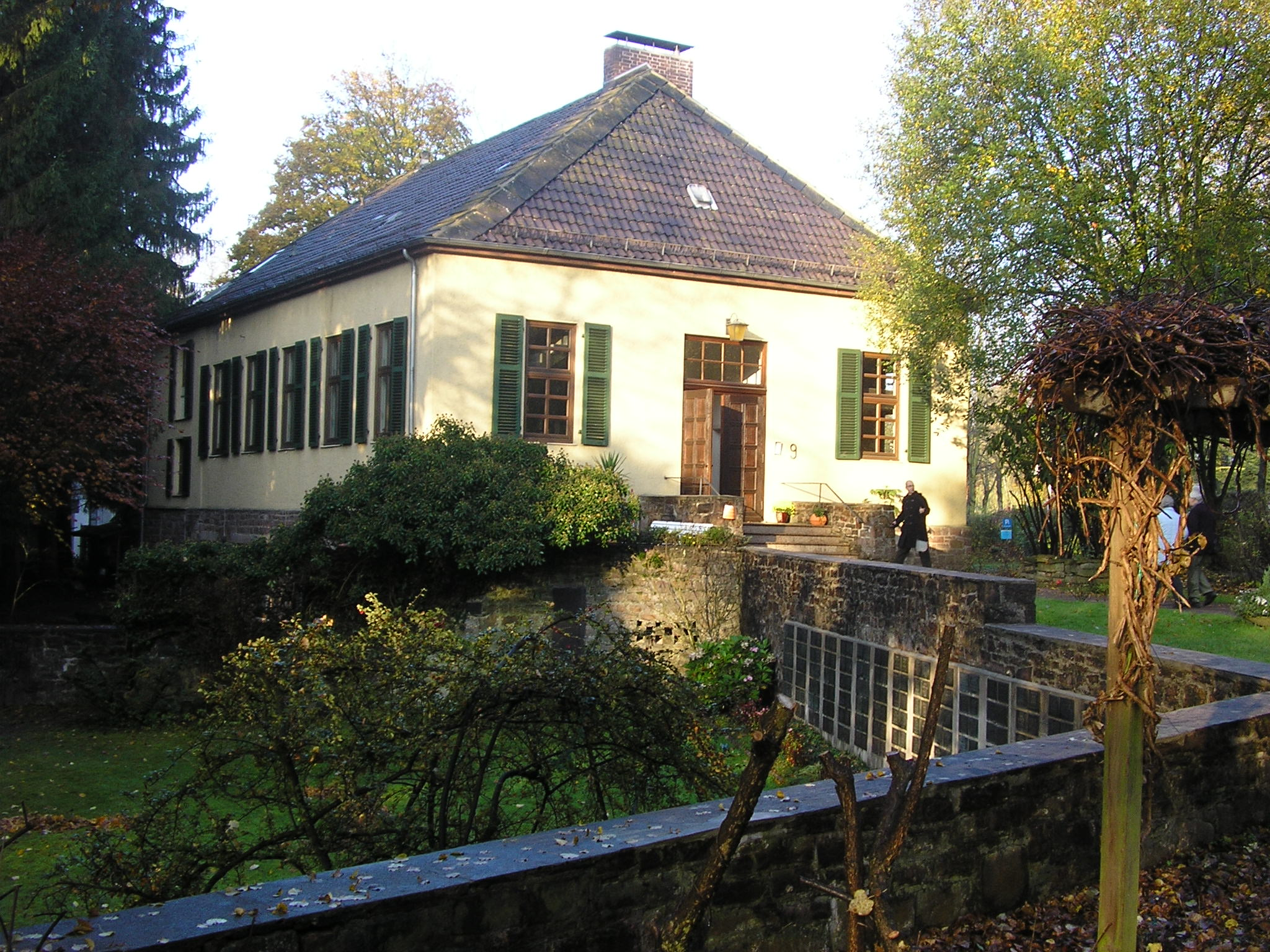
Das Quäkerhaus in Bad Pyrmont im Jahre 2008

Das Quäkerhaus ist eine Immobilie in Bad Pyrmont in der Bombergallee 9, die der Deutschen Jahresversammlung der Quäker gehört. Es ist das einzige Quäkerhaus im gesamten deutschsprachigen Raum. Neben dem Quäkerbüro in Berlin ist es heute das zweite wichtige Zentrum und die Einrichtung mit der längsten Geschichte. Die meisten Jahresversammlungen der Religiösen Gesellschaft der Freunde (Quäker) finden hier statt. Die Geschichte des Quäkerhauses reicht bis in das Jahr 1800 zurück. Es war von Anfang an als Versammlungshaus für die Gottesdienste gedacht. Das heutige Gebäude auf dem Grundstück ist ein Wiederaufbau von 1933.

## Geschichte
Durch eine Duldungsakte des aufgeklärten Fürsten Friedrich von Waldeck (1743–1812) im Januar 1791 und eine Schenkung von Land und Baumaterial konnte die Quäkergemeinschaft in Friedensthal entstehen. Es ist nach den Versammlungshäusern in Emden und Friedrichstadt, die sich nicht erhalten haben, das dritte Versammlungshaus der Quäker in Deutschland und das einzige noch existierende.
1800 wurde der zuvor schon bestehende Quäkerfriedhof um ein Versammlungshaus erweitert. Die damalige Gemeinde bestand aus circa 80 Personen. Das erste Gebäude wurde aus Holz mit Mitteln englischer Quäker errichtet. Das Gebäude in Bad Pyrmont sollte zur besseren Wahrnehmung durch Kurpatienten führen und damit zur Gewinnung neuer Mitglieder. Tatsächlich waren etwa 1000 Besucher zur Eröffnung des Hauses erschienen und während des Kurbetriebs waren die Andachten von Kurgästen auch immer gut besucht. Unter den Gästen befand sich unter anderem auch Johann Wolfgang von Goethe. Der Lebensmittelpunkt der Quäkergemeinschaft war aber Friedensthal, ein abgelegenes Tal in der Nähe von Bad Pyrmont.
Auf Grund des Niedergangs der Quäkergemeinschaft in Friedensthal ab Mitte des 19. Jahrhunderts ging das Eigentum an die Londoner Jahresversammlung. 1893 verkaufte die Britische Jahresversammlung das Haus und es wechselte mehrmals den Besitzer. Zu dieser Zeit wurde das Haus von seinen Besitzern als Stall verwendet.
Im Jahr 1932 pachtete die Deutsche Jahresversammlung das Grundstück. Im selben Jahr wurde das Haus unter Leitung des Berliner Architekten Franz Hoffmann „verschoben“. Es wurde mit Teilen der alten Substanz neu errichtet und 200 Anwesende feierten im August das Richtfest. Finanziert wurde die Rekonstruktion mit 23.000 Reichsmark (RM) Spenden aus Großbritannien, 1.000 RM aus den USA und einer Reihe kleinerer Spenden aus der Schweiz, Norwegen und Palästina. 2.500 RM kamen aus Deutschland.
Im Jahr 1933 konnte das Quäkerhaus eingeweiht werden. Zu der ersten Jahresversammlung, die in dem Gebäude stattfand, trafen sich 150 Teilnehmer. Ab 1942 durchsuchte die Gestapo das Haus insgesamt siebenmal. 1943 wurde es für die Hitlerjugend requiriert. Eine beantragte Beerdigung auf dem Quäkerfriedhof konnte deshalb auch nicht mehr stattfinden. Nachdem Mitglieder der Hitlerjugend das Haus verwüstet hatten, wurde der Organisation die weitere Nutzung untersagt. Kurz vor Kriegsende (Januar 1945) diente das Haus als Notunterkunft für 90 „Kranke und Siechende“ der Volkswohlfahrt.
Nach der Kapitulation gab der amerikanische Kommandant das Haus an die Quäker zurück, so dass am 15. April 1945 nach zwei Jahren wieder die erste Andacht dort abgehalten werden konnte.
1965 wurde das Haus noch einmal für 160.000 DM umgebaut. In den 1990er-Jahren konnte das bis dahin nur gepachtete Grundstück mit Geldern einer einzelnen Spenderin der Deutschen Jahresversammlung gekauft werden.

## Glossar
Für die im Artikel verwendeten Fachbegriffe siehe auch Artikel „Glossar Quäkertum“.